# Dolichopeza cuneata
Dolichopeza cuneata är en tvåvingeart. Dolichopeza cuneata ingår i släktet Dolichopeza och familjen storharkrankar.

## Underarter
Arten delas in i följande underarter:
- D. c. augusta
- D. c. cuneata